# 병부상서
병부상서(兵部尙書)는 병부의 상서로 오늘날의 국방부 장관에 해당한다. 고려시대에는 정3품의 관직이었다.

## 연혁

### 고려
군사에 관한 사무를 맡아본 병부의 장관으로 문종 때 두었다. 1275년(충렬왕 1) 원나라의 간섭을 받아 군부판서(軍簿判書)로 개칭하였다가 1298년 병조상서(兵曹尙書)로 고쳐 상서 2명을 두었고, 1308년 다시 군부판서로 복구하였다. 1356년(공민왕 5) 원나라의 지배에서 벗어나 국권을 회복하면서 다시 병부상서로 환원되었다. 이후 다시 군부판서, 1369년 총부상서(摠部尙書)로 하였다가 1372년 군부판서로 환원하였다. 

### 조선
이 괸직은 조선이 건국 후, 1392년 새 관제가 반포되면서 육조(六曹)의 구성과 더불어 병조가 설치되어 병조판서로 바뀌었다.

### 참고 문헌
- 『고려사(高麗史)』
- 한국고전용어사전